# أسروة مقعرة
أسروة مقعرة (الاسم العلمي: Aseroe calathiscus) هو نوع من الفطريات يتبع جنس الأسروة من فصيلة الفالوسية.